# كاثرين هنرييت البوربونية
كاثرين هنرييت دي بوربون (بالفرنسية: Catherine Henriette de Bourbon)‏ هي أرستقراطية فرنسية، ولدت في 14 نوفمبر 1596 في روان في فرنسا، وتوفيت في 20 يونيو 1663 في باريس في فرنسا.